# Golden Lion Football Club
Actualités
Dernière mise à jour : 31 décembre 2017.
Le Golden Lion de Saint-Joseph est un club de football martiniquais basé à Saint-Joseph. Le Golden Lion est depuis 2015, l'une des meilleures équipes de football de la Martinique,,,. En effet, Le Golden Lion a remporté cinq fois le championnat de la Martinique, trois fois la Coupe de la Martinique et finaliste de la CONCACAF Caribbean Club Shield 2023.
Le club joue ses matchs au Stade Henri Murano, doté de 2 000 places.

## Histoire
Le Golden Lion de Saint-Joseph, champion de la Martinique en 2021 participait pour la première fois de son histoire au Championnat des clubs caribéens de la CONCACAF du 13 au 24 avril 2022 à Porto Rico. Le club champion de Martinique était dans le groupe C. Lors de la première rencontre, le Golden Lion a écrasé le Deportivo Nacional d'Aruba 8 buts à 0 dont 5 buts de leur meneur de jeu Kévin Parsemain. La deuxième rencontre qui opposait les martiniquais au champion du Suriname le Inter Moengotapoe s'est soldée par la défaite du Golden Lion 4 buts à 3 dont trois buts de Kévin Parsemain. Cette défaite a eu pour conséquence l'élimination du Golden Lion dès le premier tour. Kévin Parsemain, avec 8 buts inscrits termine meilleur buteur du tournoi.

## Palmarès
- Ligue Antilles
  - Vainqueur : 2017, 2018 et 2025[9]

- Caribbean Club Shield
- Finaliste : 2023

- Championnat de la Martinique
  - Champion : 2015, 2016, 2021, 2022 et 2023[10]

- Coupe de la Martinique
  - Vainqueur : 2016, 2019, 2023
  - Finaliste : 2011, 2014

- Coupe de France de football - Représentant de la Martinique

- - Vainqueur : 2015, 2016, 2023[11]
  - Finaliste : 2022

Septième tour de la Coupe de France de football 2023-2024
- Martinique

| 9 décembre 2023           | Golden Lion (R1 Martinique)                | 3 - 2 | FC Métropole Troyenne (N3) |                                                                        |                                                                        |
| 17 h 00 UTC−4 22 h 00 CET | Lamasine 57e · Singama 63e · Gracien 90+3e |       | 7e Mahdaoui · 42e Maigrot  | Stade Pierre-Aliker, Fort-de-France Diffuseur : Martinique La Première | Stade Pierre-Aliker, Fort-de-France Diffuseur : Martinique La Première |
| 17 h 00 UTC−4 22 h 00 CET | Rapport                                    |       |                            | Stade Pierre-Aliker, Fort-de-France Diffuseur : Martinique La Première | Stade Pierre-Aliker, Fort-de-France Diffuseur : Martinique La Première |

Trente deuxième tour de la Coupe de France de football 2023-2024
| 6 janvier 2024 | LOSC Lille (L1) | 12 - 0  | Golden Lion (R1 Martinique) | | |
| 15 h 30 CET    | Yazıcı 11e 45e · David 25e 36e 75e · Zhegrova 33e 41e 42e · Santos 57e · Haraldsson 64e (pen.) 78e · Messoussa 89e | (7 - 0) |                             | Stade Pierre Mauroy, Villeneuve-d'Ascq Spectateurs : 13 060 Diffuseur : beIN Sports et Martinique La 1ère Arbitrage : Thomas Léonard | Stade Pierre Mauroy, Villeneuve-d'Ascq Spectateurs : 13 060 Diffuseur : beIN Sports et Martinique La 1ère Arbitrage : Thomas Léonard |
| 15 h 30 CET    | Rapport |         |                             | Stade Pierre Mauroy, Villeneuve-d'Ascq Spectateurs : 13 060 Diffuseur : beIN Sports et Martinique La 1ère Arbitrage : Thomas Léonard | Stade Pierre Mauroy, Villeneuve-d'Ascq Spectateurs : 13 060 Diffuseur : beIN Sports et Martinique La 1ère Arbitrage : Thomas Léonard |

- Trophée Yvon Lutbert
  - Vainqueur : 2022, 2023